# (6668) 1994 GY8
(6668) 1994 GY8 est un astéroïde de la ceinture principale découvert en 1994.

## Description
(6668) 1994 GY8 a été découvert le 11 avril 1994 à Kushiro (Japon) par S. Ueda et H. Kaneda.

### Caractéristiques orbitales
L'orbite de cet astéroïde est caractérisée par un demi-grand axe de 2,75 UA, un périhélie de 2,33 UA, une excentricité de 0,15 et une inclinaison de 8,08° par rapport à l'écliptique. Du fait de ces caractéristiques, à savoir un demi-grand axe compris entre 2 et 3,2 UA et un périhélie supérieur à 1,666 UA, il est classé, selon la JPL Small-Body Database, comme objet de la ceinture principale.

### Caractéristiques physiques
(6668) 1994 GY8 a une magnitude absolue (H) de 12,6 et un albédo estimé à 0,435.